# Польська самооборона на Волині
Польська самооборона на Волині — угруповання польських цивільних і військових осіб для протидії українським збройним формуванням.
Витоки польської самооборони на Волині сягають рубежу 1942/1943. Подібні угруповання були створені в колишніх воєводствах міжвоєнної Польщі: Львівському, Станиславівському та Тернопільському. На Волині існувало дві форми польської оборони:
- партизани
- організована форма у містах